# Західа Хатун Шервані
Західа Хатун Шервані (урду زاہدہ خاتون شیروانی, нар. 1894 — пом. 1922) — індійська письменниця, поетеса та феміністка початку XX століття. Була представником літератури урду. Писала вірші на такі теми, як сільське господарство і фермери, Перша світова війна, Алігархський університет і рух Хілафат. Її поетичний твір про права жінок — маснаві «Айна-і-Харам» (Aina-i-Haram), приніс їй славу. Один з її віршів «Мосул ка Тайль» (Mosul ka Tail’), опублікованій в газеті Зафара Алі-хана «Zameendar», підкреслив важливість нафти в міжнародній економіці та бажання Заходу контролювати нафтові родовища по всьому світу.

## Біографія
Західа Хатун Шервані була молодшою дочкою Наваба сера Мухаммада Музаміллулаха Хана Шервані, райса села Бхікампур в окрузі Алігарх Північної Індії. З десяти років, Західа висловила прагнення стати поетом, писавши вірші і статті, і відправляючи їх до жіночих журналів і літературних періодичних видань, таких як «Khatun» в Алігарху, «Ismat» у Делі і «Sharif Bibi» в Лахорі. Крім того, стала організатором і лідером організації «Young Sherwanis. League comprising young», яка організовувала школи для дітей Бхікампура і Датаулі, пожертвувала гроші на створення пансіонату в Алігархській школі для дівчат.
Західа писала про умови життя мусульман в інших поселеннях, а також назми (римовані вірші на мові урду) про Триполітанську війну, Балканську війну (1911-13), Трагедію мечеті Канпура (1913), і про відкриття філії товариства Червоного Півмісяця в Алігарху.
Шервані не вийшла заміж, так як її кузен, за якого вона повинна була вийти заміж помер молодим. Більше не знайшлося іншого потенційного нареченого, який підходив її багатій родині. Вона померла юною, у віці 27 років, 2 лютого 1922 року.